# Frame Analysis
Frame Analysis. An Essay on the Organization of Experience (deutsch Rahmenanalyse. Ein Versuch über die Organisation von Alltagserfahrungen) ist ein 1974 erschienenes Werk des Soziologen Erving Goffman zur Rahmenanalyse. Das Werk wird oft als das wichtigste Werk Goffmans angesehen.

## Inhalt
Goffman befasst sich in Frame Analysis mit menschlichen Erfahrungen und Interaktionen, die gerahmt seien. Rahmen sind hier Teil von sozialen Handlungen und Aktivitäten, die Situationen definieren. Mit der Rahmenanalyse soll dann geklärt werden, welche Bedeutung einer Interaktion oder Aktivität beigemessen wird.
Goffman unterscheidet zwei große Klassen primärer Rahmen:
- Natürliche Rahmen: nicht von Menschen geschaffene und als determiniert erscheinende Ereignisse.
- Soziale Rahmen: sozial konstruierte Sinngebungen, an denen sich das Handeln orientiert.[1]

Die Primären Rahmen sind Grundlage für sogenannte Sinntransformationen.

## Rezeption und Kritik
Goffman schuf mit dem Werk eine wichtige Grundlage für die kommunikativen Rahmungsvorgänge der Sprachsoziologie und Soziolinguistik wie beispielsweise Inszenierung (vgl. Inszenierungsgesellschaft bei Soeffner 1989), Performance, Theatralisierung/Theatralität (vgl. Willems 1997) und symbolische Kommunikation.
Goffman wurde zum Vorwurf gemacht, dem Leser mit einer Vielzahl von Beispielen nicht zu helfen, sondern ihn zu verwirren und sogar in die Irre zu leiten. Ferner wurde ihm eine Überbetonung struktureller Merkmale gegenüber subjektiven Bedeutungen vorgeworfen.

## Ausgaben
- Erving Goffman: Frame Analysis: An Essay on the Organization of Experience. Harper & Row, New York 1974, LCCN 74-004644 (englisch).
- Erving Goffman: Rahmenanalyse. Ein Versuch über die Organisation von Alltagserfahrungen. Frankfurt/M. 1977.